# Estación de Plaza Elíptica
Plaza Elíptica es un intercambiador de transportes de Madrid en el que confluye una estación perteneciente a las líneas 6 y 11 del Metro de Madrid situada bajo la plaza homónima en el barrio de Abrantes (distrito de Carabanchel). 
Plaza Elíptica se ha convertido en una de las principales estaciones de metro y puntos de comunicación del sur de Madrid y de su área metropolitana. Hasta ella llegan todos los pasajeros de los diferentes barrios de Carabanchel y La Fortuna (Leganés) que toman la línea 11, ya que la única conexión de esta línea con resto del metro de Madrid es a través de esta estación. También recibe pasajeros de la línea 6 procedentes de todo Madrid. Además, gracias a su intercambiador de autobuses interurbanos, ofrece una conexión con el metro a los ciudadanos de Getafe, Leganés, Parla o Toledo que trabajan en la capital.
Del 31 de mayo al 5 de septiembre de 2025, los andenes de línea 6 permanecen cerrados por el cierre del arco oeste Moncloa-Méndez Álvaro, cortado por obras de automatización de línea. Se establece un Servicio Especial de autobús gratuito entre ambas estaciones.

## Historia
La estación se inauguró el 7 de mayo de 1981 al prolongar la línea 6 desde Pacífico hasta Oporto. Desde el 16 de noviembre de 1998 sirve de enlace entre las líneas 6 y 11 al inaugurarse el primer tramo de la última, que transcurría hasta Pan Bendito. Entre 2004 y 2007 se construyó un intercambiador subterráneo que sirve de cabecera a múltiples líneas interurbanas y alguna urbana. En superficie también está la plaza servida por varias líneas urbanas. Con la construcción del intercambiador de autobuses los autobuses urbanos con cabecera en Plaza Elíptica y las líneas de autobuses interurbanos que antes paraban en la superficie de la Plaza de Fernández Ladreda, pasaron a tener sus paradas en el interior del intercambiador, que se encuentra distribuido a lo largo de tres niveles subterráneos: el nivel -1 para los autobuses urbanos de la EMT Madrid, la línea 480 y la línea de Larga Distancia Madrid-Toledo de ALSA, el nivel -2 para el resto de líneas interurbanas y el nivel -3 para la zona comercial y el acceso al Metro de Madrid.
Este intercambiador recibe, como se ha dicho anteriormente, autobuses urbanos de Madrid, autobuses interurbanos de las localidades de Getafe, Leganés, Parla, y una línea de larga distancia, Madrid-Toledo. En el año 2011 tuvo lugar una mejora de la estación de Plaza Elíptica de la línea 6, sustituyéndose los mármoles de las paredes y bancos de la antigua estación por paredes de vítrex de color verde y bancos metálicos. Además se arregló la cúpula y se dio mayor iluminación a la estación.
El 1 de julio de 2020 la estación pasó a ser completamente accesible tras la instalación de todos los ascensores necesarios.

## Accesos
Vestíbulo de Vía Lusitana
- Avenida de Oporto, pares Av. de Oporto, 2
- Plaza Elíptica Plaza Elíptica (esquina C/ Antonio Leyva, 89-91)
- Ascensor Plaza Elíptica (esquina C/ Antonio Leyva, 89-91)

Vestíbulo de Marcelo Usera
- Marcelo Usera, pares C/ Marcelo Usera, 170
- Marcelo Usera, impares Plaza Elíptica, 2
- Ascensor Plaza Elíptica (esquina C/ Marcelo Usera con Pº Santa María de la Cabeza)

Vestíbulo de Princesa Juana de Austria
- Intercambiador Abierto de 6:00 a 00:00 Av. Princesa Juana de Austria, s/n

## Intercambiador (líneas)

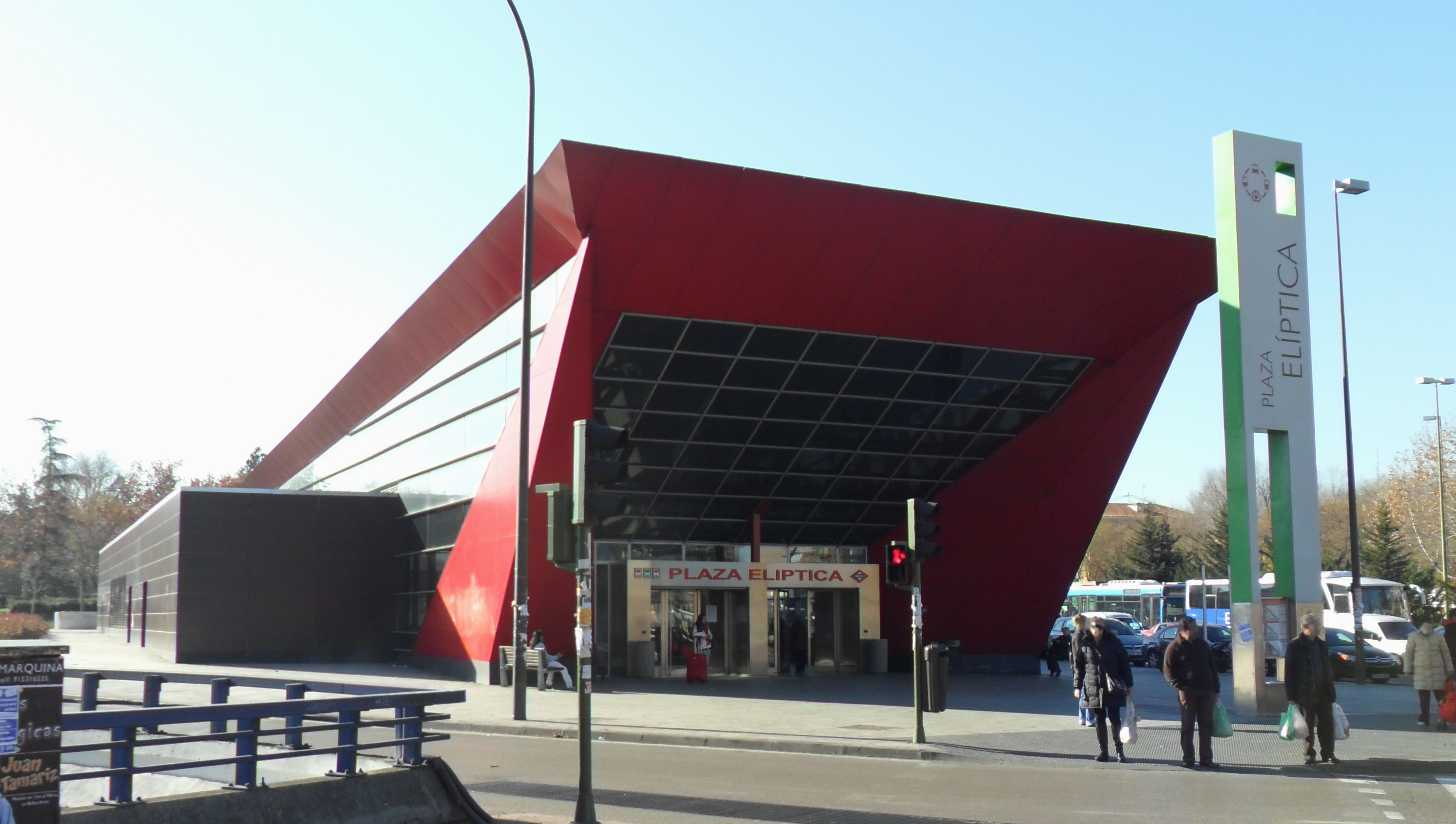
Acceso en la Plaza Elíptica.

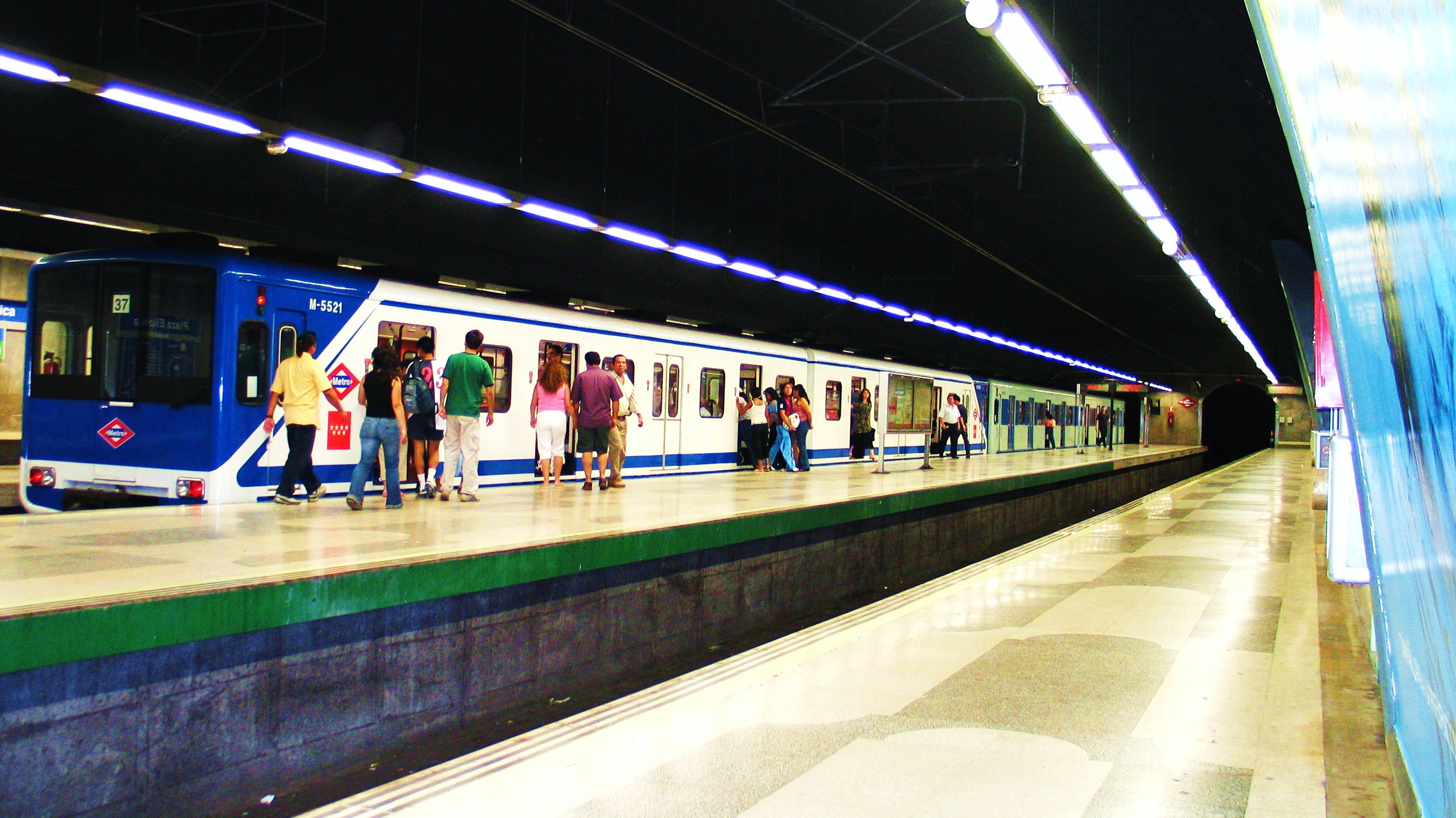
Tren Serie 5000 en la estación (antes de ser reformada).

Situación actual de las diferentes líneas dentro del intercambiador de autobuses subterráneo.

### Metro
| << cabecera    | < estación     | línea | estación > | cabecera >> |
| -------------- | -------------- | ----- | ---------- | ----------- |
| Circular       | Opañel         |       | Usera      | Circular    |
| final de línea | final de línea |       | Abrantes   | La Fortuna  |

### Autobuses

#### Urbanos
| Diurnos                                                     |                             |                                                   |
| Autobuses pasantes en Plaza Elíptica                        |                             |                                                   |
| Línea                                                       | Destino                     | Parada                                            |
| 81                                                          | Oporto                      | 2430 PLAZA ELÍPTICA (C/ Marcelo Usera)            |
| 60                                                          | Plaza de la Cebada          | 2596 PLAZA ELÍPTICA (Pº Sta. María de la Cabeza)  |
| 55                                                          | Batán                       | 3135 PLAZA ELÍPTICA (C/ Antonio Leyva, 88)        |
| 60                                                          | Orcasitas                   | 3135 PLAZA ELÍPTICA (C/ Antonio Leyva, 88)        |
| 47                                                          | Carabanchel Alto            | 3929 INTERCAMBIADOR PLAZA ELÍPTICA (Vía Lusitana) |
| 116                                                         | Villaverde Cruce            | 3929 INTERCAMBIADOR PLAZA ELÍPTICA (Vía Lusitana) |
| 247                                                         | Colonia San José Obrero     | 3929 INTERCAMBIADOR PLAZA ELÍPTICA (Vía Lusitana) |
| E1                                                          | La Peseta                   | 3929 INTERCAMBIADOR PLAZA ELÍPTICA (Vía Lusitana) |
| SE832                                                       | Hospital Fundación San José | 3929 INTERCAMBIADOR PLAZA ELÍPTICA (Vía Lusitana) |
| 55                                                          | Atocha                      | 5051 PLAZA ELÍPTICA (Av. Oporto frente al N.º 6)  |
| 81                                                          | Hospital 12 de Octubre      | 5051 PLAZA ELÍPTICA (Av. Oporto frente al N.º 6)  |
| 47                                                          | Atocha                      | 3903 INTERCAMBIADOR PLAZA ELÍPTICA (Vía Lusitana) |
| 116                                                         | Glorieta de Embajadores     | 3903 INTERCAMBIADOR PLAZA ELÍPTICA (Vía Lusitana) |
| 247                                                         | Atocha                      | 3903 INTERCAMBIADOR PLAZA ELÍPTICA (Vía Lusitana) |
| E1                                                          | Cibeles                     | 3903 INTERCAMBIADOR PLAZA ELÍPTICA (Vía Lusitana) |
| SE832                                                       | Príncipe Pío                | 3903 INTERCAMBIADOR PLAZA ELÍPTICA (Vía Lusitana) |
| Autobuses con cabecera en Intercambiador de Plaza Elíptica  |                             |                                                   |
| NIVEL -1                                                    |                             |                                                   |
| Línea                                                       | Destino                     | Parada                                            |
| 155                                                         | Aluche                      | 3906 PLAZA ELÍPTICA (intercambiador - dársena 3)  |
| SE702                                                       | Cementerio Sur              | 3906 PLAZA ELÍPTICA (intercambiador - dársena 3)  |
| Autobuses con cabecera en la Plaza Elíptica (en superficie) |                             |                                                   |
| Línea                                                       | Destino                     | Parada                                            |
| SE2                                                         | Cuatro Vientos              | 19224 Vía Lusitana-Plaza Elíptica                 |
| Nocturnos                                                   |                             |                                                   |
| Autobuses pasantes en Plaza Elíptica                        |                             |                                                   |
| Línea                                                       | Destino                     | Parada                                            |
| N17                                                         | Carabanchel Alto            | 3135 PLAZA ELÍPTICA (C/ Antonio Leyva, 88)        |
| N17                                                         | Plaza de Cibeles            | 5051 PLAZA ELÍPTICA (Av. Oporto frente al N.º 6)  |

#### Interurbanos
NOTA: Debido a las obras de soterramiento de la autovía A-5, las líneas sombreadas en naranja trasladan su cabecera en el intercambiador de Príncipe Pío hasta Plaza Elíptica, desde el 15 de enero de 2025 hasta fin de obras.
| Diurnos                                                    |                                                   |                                                      |                           |
| Autobuses con cabecera en Intercambiador de Plaza Elíptica |                                                   |                                                      |                           |
| NIVEL -1                                                   |                                                   |                                                      |                           |
| Línea                                                      | Destino                                           | Parada                                               | Operador                  |
| Descenso de viajeros                                       | Dársena 1                                         |                                                      |                           |
| Descenso de viajeros                                       | Dársena 2                                         |                                                      |                           |
| 155                                                        | Aluche                                            | Dársena 3                                            | EMT Madrid                |
| SE702                                                      | Cementerio Sur                                    | Dársena 3                                            | EMT Madrid                |
| Sin Servicio                                               | Sin Servicio                                      | Dársena 4                                            |                           |
| VAC-023                                                    | Torrejón de la Calzada - Toledo                   | Dársena 5                                            | ALSA                      |
| VAC-023                                                    | Torrejón de la Calzada - Toledo                   | Dársena 6                                            | ALSA                      |
| VAC-023                                                    | Torrejón de la Calzada - Toledo                   | Dársena 7                                            | ALSA                      |
| 480                                                        | Leganés (Leganés Central)                         | Dársena 8                                            | Empresa Martín            |
| 545                                                        | Cenicientos - Sotillo de la Adrada                | Dársena 9                                            | Interbus                  |
| 541                                                        | Villamanta - La Torre de Esteban Hambrán          | Dársena 10                                           | Interbus                  |
| 546                                                        | Rozas de Puerto Real - Casillas                   | Dársena 10                                           | Interbus                  |
| 547                                                        | Villa del Prado - Almorox - Aldea en Cabo         | Dársena 10                                           | Interbus                  |
| 548                                                        | Aldea del Fresno - Calalberche                    | Dársena 10                                           | Interbus                  |
| NIVEL -2                                                   |                                                   |                                                      |                           |
| Línea                                                      | Destino                                           | Parada                                               | Operador                  |
| 464                                                        | Parla - Yunclillos                                | Dársena 11                                           | Avanza Movilidad Integral |
| 469                                                        | Parla (Parla Este)                                | Dársena 11                                           | Avanza Movilidad Integral |
| 461                                                        | Parla                                             | Dársena 12                                           | Avanza Movilidad Integral |
| 443                                                        | Getafe (Barrio de Las Margaritas)                 | Dársena 13                                           | Avanza Movilidad Integral |
| 446                                                        | Getafe (El Bercial)                               | Dársena 14                                           | Avanza Movilidad Integral |
| 444                                                        | Getafe (Sector III) (calle de las Islas Canarias) | Dársena 15                                           | Avanza Movilidad Integral |
| 441                                                        | Getafe (Sector III) (Avenida de Juan José Rosón)  | Dársena 16                                           | Avanza Movilidad Integral |
| 442                                                        | Getafe (Juan de la Cierva)                        | Dársena 17                                           | Avanza Movilidad Integral |
| Descenso de viajeros                                       | Dársena 18                                        |                                                      |                           |
| Descenso de viajeros                                       | Dársena 19                                        |                                                      |                           |
| 460                                                        | Parla - Batres                                    | Dársena 20                                           | Avanza Movilidad Integral |
| 463                                                        | Parla - Torrejón de Velasco                       | Dársena 20                                           | Avanza Movilidad Integral |
| 470                                                        | Humanes - Griñón - Serranillos del Valle          | Dársena 20                                           | Avanza Movilidad Integral |
| Nocturnos                                                  |                                                   |                                                      |                           |
| Autobuses pasantes en Plaza Elíptica                       |                                                   |                                                      |                           |
| Línea                                                      | Destino                                           | Parada                                               | Operador                  |
| N801                                                       | Getafe (Buenavista - Sector III)                  | 7622 Pº. Sta. María de la Cabeza-Est. Plaza Elíptica | Avanza Movilidad Integral |
| N805                                                       | Getafe (Los Molinos)                              | 7622 Pº. Sta. María de la Cabeza-Est. Plaza Elíptica | Avanza Movilidad Integral |
| N806                                                       | Parla                                             | 7622 Pº. Sta. María de la Cabeza-Est. Plaza Elíptica | Avanza Movilidad Integral |
| N807                                                       | Getafe - Humanes - Griñón                         | 7622 Pº. Sta. María de la Cabeza-Est. Plaza Elíptica | Avanza Movilidad Integral |
| N801                                                       | Madrid (Atocha)                                   | 2543 Pº. Sta. María de la Cabeza-Est. Plaza Elíptica | Avanza Movilidad Integral |
| N805                                                       | Madrid (Atocha)                                   | 2543 Pº. Sta. María de la Cabeza-Est. Plaza Elíptica | Avanza Movilidad Integral |
| N806                                                       | Madrid (Atocha)                                   | 2543 Pº. Sta. María de la Cabeza-Est. Plaza Elíptica | Avanza Movilidad Integral |
| N807                                                       | Madrid (Atocha)                                   | 2543 Pº. Sta. María de la Cabeza-Est. Plaza Elíptica | Avanza Movilidad Integral |
| N802                                                       | Leganés (Vereda de Estudiantes)                   | 3929 Vía Lusitana-Plaza Elíptica                     | Empresa Martín            |
| N803                                                       | Fuenlabrada (Bº Naranjo)                          | 3929 Vía Lusitana-Plaza Elíptica                     | Empresa Martín            |
| N804                                                       | Fuenlabrada                                       | 3929 Vía Lusitana-Plaza Elíptica                     | Empresa Martín            |
| N802                                                       | Madrid (Atocha)                                   | 19224 Vía Lusitana-Plaza Elíptica                    | Empresa Martín            |
| N803                                                       | Madrid (Atocha)                                   | 19224 Vía Lusitana-Plaza Elíptica                    | Empresa Martín            |
| N804                                                       | Madrid (Atocha)                                   | 19224 Vía Lusitana-Plaza Elíptica                    | Empresa Martín            |

#### Largo recorrido
El 15 de octubre de 2008, la línea Madrid - Toledo, que antiguamente salía de la Estación Sur de Autobuses, es trasladada a la terminal de Plaza Elíptica. En esta, los paneles informativos y pantallas denominan esta línea de largo recorrido como línea 402 de la red de autobuses interurbanos de Madrid, que también realizaba el recorrido entre Madrid y Toledo.
| Autobuses que salen del Intercambiador de Plaza Elíptica |                   |          |
| Destino                                                  | Parada            | Operador |
| Toledo                                                   | Dársenas 5, 6 y 7 | ALSA     |